# Cantón de Bourgueil
El cantón de Bourgueil era una división administrativa francesa, que estaba situada en el departamento de Indre y Loira y la región de Centro-Valle de Loira.

## Composición
El cantón estaba formado por ocho comunas:
- Benais
- Bourgueil
- Chouzé-sur-Loire
- Continvoir
- Gizeux
- La Chapelle-sur-Loire
- Restigné
- Saint-Nicolas-de-Bourgueil

## Supresión del cantón de Bourgueil
En aplicación del Decreto nº 2014-179 de 18 de febrero de 2014, el cantón de Bourgueil fue suprimido el 22 de marzo de 2015 y sus 8 comunas pasaron a formar parte del nuevo cantón de Langeais.